# Vialtapetserarbi
Vialtapetserarbi (Megachile nigriventris) är en art i överfamiljen bin och familjen buksamlarbin.

## Beskrivning
På större delen av huvudet och mellankroppens rygg har vialtapetserarbiet gulbrun päls, med tiden bleknande till ljusare grå. Hanen har dock tjock, blekgul påls i ansiktet, medan honan har svart ansikte. Mellankroppens sidor och tergiterna 1 till 2 har lång, ljusgrå päls, medan tergiterna 3 till 6 har svart behåring. De ljusa hårremmar som finns baktill på tergiterna hos många tapetserarbin saknas hos denna art. På buken har honan en scopa, en polleninsamlingsborste, av mestadels svarta hår som framtill övergår i silvergrått. Hanen har framfötterna tydligt förstorade och vitaktiga. Arten blir 14 till 16 mm lång.

## Ekologi
Habitatet utgörs av skogar och angränsande biotoper som skogsbryn, -gläntor och -hyggen, längs kraftledningsgator och skogsvägar men också i strandområden. Arten kan även förekomma i utkanten på bebyggelse, om bara murket trä till bobyggad finns tillgängligt. Arten är oligolektisk, den samlar endast pollen från ärtväxter, främst vialer som gulvial. Flygtiden varar från juni till juli. I Mellaneuropas berg kan arten gå upp till 2 000 m.

### Fortplantning
Arten är solitär, den bildar inga samhällen. Bona består av gångar som honan gräver ut i substrat som murket trä, vanligen i stubbar och nerfallna stammar av gran, bok och björk, men också i murket, människotillverkat virke som syllar och bjälkar. Det förekommer att flera honor kan dela på samma ingång. Varje hona har emellertid egna larvgångar. I bogångarna ligger larvcellerna på rad efter varandra, var och en med ett ägg och näring i form av pollen. Som hos alla tapetserarbin kläs bogångarna med bladbitar som honan bitit av, för denna art från träd likt lönn, bok och björk eller större örter som bland annat mjölke. Larven spinner en kokong under sista larvstadiet och övervintrar som passiv vilolarv. Bona kan parasiteras av kägelbin som lansettkägelbi, vars honor lägger ägg i larvcellerna, ett ägg i varje. Den resulterande larven dödar värdägget eller -larven, och lever sedan av den insamlade näringen.

## Utbredning
Vialtapetserarbiet förekommer från Spanien och Frankrike i väster samt österut via norra Sydeuropa, Mellan- och Nordeuropa (Norge, Sverige, Finland och Litauen) till östra Sibirien (Magadan oblast).
I Sverige finns arten från Skåne till Lule lappmark, med undantag från Blekinge, där den är lokalt utdöd, samt Halland, Öland, Gotland och Härjedalen, där den aldrig har påträffats. Den svenska förekomsten av arten är klassificerad som livskraftig (LC).
I Finland finns den i hela landet från Åland och sydkusten till norra Lappland, men är betydligt vanligare i den södra delen. Även här är den klassificerad som livskraftig.